# Sienna
Allysin Kay (Detroit, Michigan; 5 de noviembre de 1987) es una luchadora profesional estadounidense, quien actualmente es una de las Campeonas Mundiales Femeninas en Parejas de la NWA junto a Marti Belle en su primer reinado.
Kay es reconocida por su trabajo en la National Wrestling Alliance (NWA) donde fue Campeona Mundial Femenina de NWA en una ocasión. En Impact Wrestling Allysin trabajó bajo el nombre de Sienna, ganando en dos ocasiones el Campeonato de las Knockouts y una vez el Campeonato Femenino de GFW.

## Carrera

### Inicios (2008–2011)
Fue una fan de la lucha libre cuando niña, Kay se vio involucrada en el negocio de la lucha en julio del 2008 cuando empezó a entrenar con Mathew Priest y Bill Martel en el Blue Collar Wrestling Alliance (BCWA) en su hogar Detroit, Míchigan. Seis meses después de debutó contra Shavonne Norrell el 28 de diciembre. Kay y Norrell tuvieron un feudo en 2009, incluyendo una lucha Anexo:Tipos de combates de lucha libre profesional#Falls Count Anywhere Match en el evento Summer Standoff en agosto del 2009. Kay después empezó a competir contra luchadores masculinos. A finales del 2010, el BCWA National Championship quedó vacante, y Kay entró a un torneo para determinar al nuevo campeón. Avanzó a la semifinal del torneo, donde perdió ante el que eventualmente ganó el torneo Scotty Primo. Hasta el cierre de BCWA a mediados del 2011, Kay trato de ganar el campeonato en múltiples ocasiones.
En marzo del 2010, Kay trabajo exclusivamente para BCWA. En su primera lucha para otra promoción lucho contra Jefferson Saint en Beyond Wrestling.
A mediados del 2010, Kay empezó a luchar para Main Event Championship Wrestling. Donde debutó contra Jessicka Havok, y el dúo entró en un feudo el cual se extendió a otras promociones, incluyendo Cleveland All-Pro Wrestling. El feudo terminó con una lucha de two out of three falls anything goes street fight, donde Havok salió victoriosa. Después de su feudo, Kay y Havok formaron un equipo llamado Team Be Jealous.

### Women Superstars Uncensored (2011–presente)

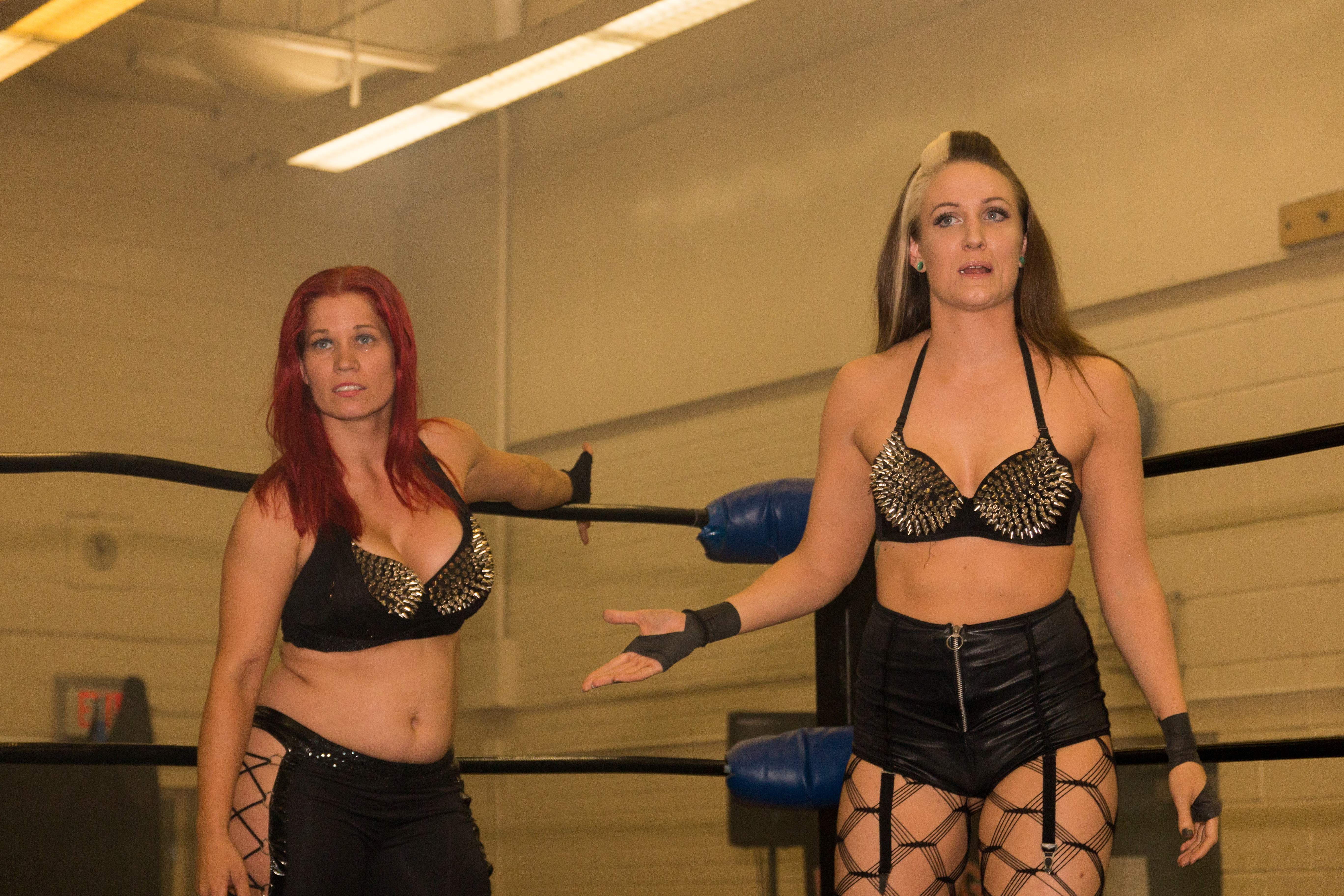
Kay y Sassy Stephie (izquierda) en The Midwest Militia

En enero del 2011, Kay debutó en WSU en el evento The Final Chapter donde perdió contra Jamilia Craft. Regreso a WSU dos meses después, para perder contra Kristin Astara en 4th Anniversary Show. En el evento Uncensored Rumble en junio, donde Kay perdió una vez más en un eight-person tag team match, y más tarde en el mismo evento compitió en el rumble match. En agosto, Kay obtuvo su primera victoria en WSU donde salió victoriosa de un four-way match contra Marti Bell, Tina San Antonio, y Niya. Kay se unió con Jessicka Havok y Sassy Stephie, creando un nuevo equipo llamado The Midwest Militia. Kay compitió en luchas por equipos con las miembros de The Midwest Militia en los siguientes meses, incluyendo una victoria en un WarGames match contra el equipo de WSU (Mercedes Martínez, Alicia (luchador)|Alicia, y Brittney Savage) en el evento Breaking Barriers II en noviembre. El 3 de marzo del 2012, Kay and Stephie ganaron los WSU Tag Team Championship derrotando a the Soul Sisters (Jana and Latasha). Defendieron los títulos contra equipos como Alicia y Brittney Savage y the Soul Sisters en abril.
Como parte de un intercambio de talento, The Midwest Militia empezaron a competir en la promoción canadiense NCW Femmes Fatales (NCWFF) en 2012. En el NCWFF's ninth show en julio de 2012, the Midwest Militia derrotó a Courtney Rush, Xandra Bale, y Cat Power en un six-woman tag team match. En el evento WSU King and Queen of the Ring, retuvieron el campeonato contra Marti Belle y Lexxus. El 8 de febrero del 2014, Kay and Stephie perdieron los WSU Tag Team Championship ante Kimber Lee y Annie Social, donde Havok, sustituyó a Kay, atacando a Stephie durante la lucha. El 13 de septiembre , Kay perdió una lucha titular contra LuFisto por el WSU Championship.

### Shine Wrestling (2012–presente)

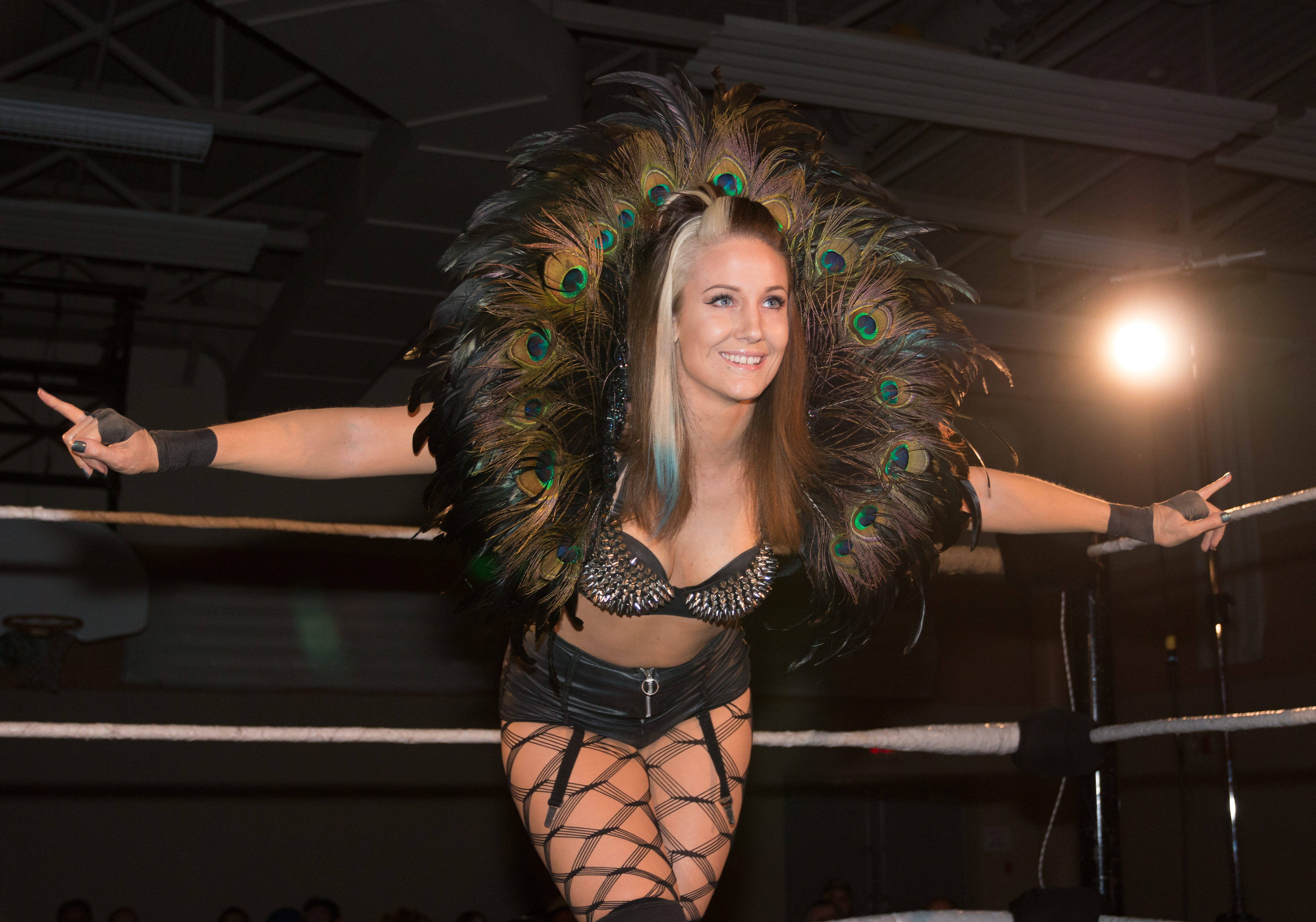
Kay en septiembre del 2015

Kay se unió a Shine Wrestling en 2012. Debutó en el show inaugural, haciendo equipo con Taylor Made, donde el dúo derrotó a Tracy Taylor and Su Yung. April Hunter se unió a la alianza, y el trío se empezó a llamar Made in Sin. En el evento Shine 7, Made in Sin derrotaron a Taylor, Yung, y Tim en un six-woman tag team match. With luguego se unieron al equipo Rain y Ivelisse Vélez, cambiando el nombre del equpio a Valkyrie. En el evento Shine 8, Valkyrie derrotó a Amazing Kong, Angelina Love, Christina Von Eerie, y Mia Yim en un eight-woman tag team match. En el evento Shine 10 en mayo del 2013, Kay derrotó a Nikki Roxx en una lucha clasificatoria en el torneo por el Shine Championship. When Kay interfered in the main event match between ally Rain and Angelina Love, she was suspended by Lexie Fyfe for 90 days and removed from the tournament. Kay regreso en Shine 13 el 27 de septiembre, hizo equipo con Ivelisse para derrotar a Jessicka Havok y Amazing Kong, después de un accidental clotheslining con su aliada Havok. Después del show, Kay atacó a Havok, teniendo un singles match en Shine 15, que terminó en no contest. La siguiente lucha terminó en double count out, Kay y Havok se enfrentaron en Ybor Cityuna street fight en abril del 2014, que terminó en no contest cuando Havok fue atropellada por un carro como parte del storyline. La rivalidad entre Kay y Havok terminó en un Last Woman Standing match en Shine 20, que Kay ganó. En Shine 30 el 2 de octubre de 2015, Kay derrotó a Saraya Knight en un anything goes match.

### Otras promociones (2012–presente)
Kay debutó en Shimmer Women Athletes el 28 de octubre del 2012, en el Volume 49. Ella y Taylor Made, como Made in Sin, derrotaron a Shazza McKenzie y Veda Scott. Made in Sin perdió en el Volume 51 en octubre del 2012 contra Regeneration X (Allison Danger y Leva Bates), y el Volume 52 contra el equipo de Kana y LuFisto. En el Volume 55, Kay derrotó a Thunderkitty en un singles match. Made in Sin defeated MsEerie (MsChif and Christina Von Eerie) at Volume 56, but were on the losing end of a six-woman tag team match at Volume 57.
Kay debutó en Ring of Honor (ROH) en el evento Ring of Honor Wrestlingel 3 de noviembre de 2012 donde perdió ante MsChif.
Sienna hizo su debut en Asistencia Asesoría y Administración en el Lucha Libre World Cup (2016), fue anunciada como una de las participantes del torneo en la división femenina. Fue parte de equipo de Estados Unidos junto con Cheerleader Melissa y Santana Garrett.

### Japón y Europa (2013, 2014)
El 7 de julio del 2013, Kay empezó su primer tour en Japón en World Woman Pro-Wrestling Diana promotion, perdiendo contra Keiko Aono en un singles match en Kawasaki. El 4 de agosto, Kay y Crazy Mary frasaron en una lucha contra Aono y Yumiko Hotta por los WWWD World Tag Team Championship.
El 28 de septiembre del 2014, Kay tuvo su debut en Europa en la compañía Británica Bellatrix Female Warriors, manejada por Sweet Saraya, en un esfuerzo por ganar el Bellatrix World Champion.

### Total Nonstop Action Wrestling/Impact Wrestling (2016–2018)
En el evento Knockouts Knockdown 2016, Kay tuvo su debut derrotando a la 5 veces Knockouts champion Gail Kim en su primera lucha vía count-out.
El 21 de abril de 2016, fue anunciado que Kay firmó un contrato con Total Nonstop Action Wrestling (TNA). Tuvo su debut como luchadora de TNA, en el episodio de Impact Wrestling en mayo, bajo en nombre de Sienna, atacando a Jade.
Entró en un feudo con Gail Kim and Jade, aliándose con Maria Kanellis Bennet y Allie, estableciéndose como Heel. En el episodio del 24 de abril en Impact Wrestling, Sienna derrotó a Madison Rayne para convertirse en contendiente número uno para enfrentar a la campeona Jade por el Knockouts Championship en Slammiversary En el episodio del 17 de mayo en Impact Wrestling, Sienna derrotó a Velvet Sky con el trabajo de Sky en juego. Perdió contra Gail Kim, después de la lucha, Sienna y Maria atacaron a Kim. En el epoisodio del 31 de mayo en Impact Wrestling, Sienna y Allie fueron derrotadas por Kim y Jade en un tag-team match. En Slammiversary, Sienna ganó el TNA Knockouts Championship derrotando a Jade y Gail Kim durante la lucha Marti Bell regreso y atacó a Jade.
En el mismo año formó una alianza con las nuevas caras de la división de Knockouts Maria Kanellis, Laurel Van Ness y Allie llamado el "Lady Squad", el 25 de agosto del 2016 Turning Point Sienna perdió el TNA Knockouts Championship contra Allie en un Five–Way Match, en la que también participaron Madison Rayne, Marti Bell, y Jade, a raíz de esto Sienna y las demás integrantes del Lady Squad empezaron a rechazar a Allie por ser muy mala luchadora, Maria Kanellis comenzaría a utilizar a Laurel y Sienna contra Allie humillandola y dejándola sola en combates o culparla por los resultados de otros, Maria obliga a Allie a perder el campeonato contra ella por lo que Allie comenzaría una rivalidad con Kanellis, Sienna y Van Ness al renunciar al Lady Squad y cambiar a Face, después de la renuncia de Kanellis de la TNA, Sienna y Laurel empiezan una rivalidad con Rosemary y Allie.
En 2017 a consecuencia de la absorción de la TNA por Global Force, Sienna comienza una rivalidad con Karen Jarrett, la cual la pone en combates contra competidoras de la GFW, más tarde derrotaría a Christina Von Eerie para convertirse en Campeona Femenil de GFW, para después derrotar a Rosemary y convertirse en la campeona unificada de TNA y GFW, en Destination X derrotó a Gail Kim reteniendo el campeonato femenil de GFW Impact, gracias a la interferencia de Taryn Terrell quien estaba haciendo su regreso a la empresa después de 2 años de haber renunciado, Sienna más tarde formaría una alianza con Terrell para enfrentar a Allie y Gail.
Sienna perdería el campeonato de las Knockouts en Bound of Glory, después de que Gail Kim la cubriera. En julio de 2018, el perfil activo de Kay en la página del roster de Impact Wrestling, fue removido a la sección Alumni confirmando su salida de la empresa después de estar activa 3 años.

### WWE (2018)
El 3 de agosto WWE anunció que Allysin formaría parte del Mae Young Classic (2018). En dicho torneo, fue derrotada en primera ronda por su excompañera en Impact, Mia Yim (Jade)

### National Wrestling Alliance (2019-presente)
Kay tenía programado desafiar a Jazz por el Campeonato Mundial Femenino de la NWA el 27 de abril de 2019, en la Crockett Cup. Sin embargo, Jazz dejó su título por razones médicas y personales. En la Copa Crockett, Kay derrotó a Santana Garrett para ganar el campeonato vacante. El 12 de mayo, Kay tuvo su primera defensa exitosa contra Marti Belle en ROH.
En NWA Hard Times el 24 de enero de 2020, Kay perdió el campeonato ante Thunder Rosa. El 29 de septiembre, Kay tuvo su primer combate en 8 meses ya que estaba en pausa debido a las restricciones de COVID-19, derrotando a Nicole Savoy en UWN Primetime Live. El 3 de noviembre, Kay anunció su salida de NWA.
En NWA EmPower, junto a Marti Belle derrotaron a Hell on Heels (Renee Michelle & Sahara Seven) avanzando a la Final del Torneo por los reactivados Campeonatos Mundiales Femeninos en Parejas de la NWA, más tarde esa misma noche, derrotaron a Red Velvet & KiLynn King en la Final del Torneo ganando los reactivados Campeonatos Mundiales Femeninos en Parejas de la NWA por primera vez, siendo entregadas por Madusa. En Hard Times 2, junto a Marti Belle derrotaron a Kylie Rae & Tootie Lynn, Missa Kate & Natalia Markova y a Jennacide & Paola Blaze reteniendo los Campeonatos Mundiales Femeninos en Parejas de la NWA.
En la Noche 2 de Crockett Cup, junto a Marti Belle derrotaron a Pretty Empowered (Ella Envy & Kenzie Paige) reteniendo los Campeonatos Mundiales Femeninos en Parejas de la NWA. En Alwayz Ready, junto a Marti Belle fueron derrotadas por Pretty Empowered (Ella Envy & Kenzie Paige) perdiendo los Campeonatos Mundiales Femeninos en Parejas de la NWA, terminando con un reinado de 287 días. En el NWA USA emitido el 2 de julio, junto a Marti Belle se enfrentaron a Pretty Empowered (Ella Envy & Kenzie Paige) por los Campeonatos Mundiales Femeninos en Parejas de la NWA, sin embargo perdieron. En la Noche 2 de NWA 74th Anniversary Show, junto a Marti Belle se enfrentaron a Pretty Empowered (Ella Envy & Kenzie Paige) en una Kingshighway Street Fight por los Campeonatos Mundiales Femeninos en Parejas de la NWA, sin embargo perdieron, terminando con el feudo.

### Regreso a TNA (Ahora conocida como Impact Wrestling)
Después del combate entre las Campeonas Knockouts en Parejas de Impact! Death Dollz (Taya Valkyrie & Rosemary) contra Taylor Wilde & Killer Kelly, apareció Father James Mitchell distrayendo a Rosemary, para que regresará bajo el nombre Allysin Kay y junto a Marti Belle atacando a Death Dollz (JesSICKa, Taya Valkyrie & Rosemary).

## En lucha
- Movimientos finales
  - AK47 (Yokosuka cutter)[41][42]
  - Cut-Throat (Saito suplex)[5]
  - Modified gogoplata[5][43]

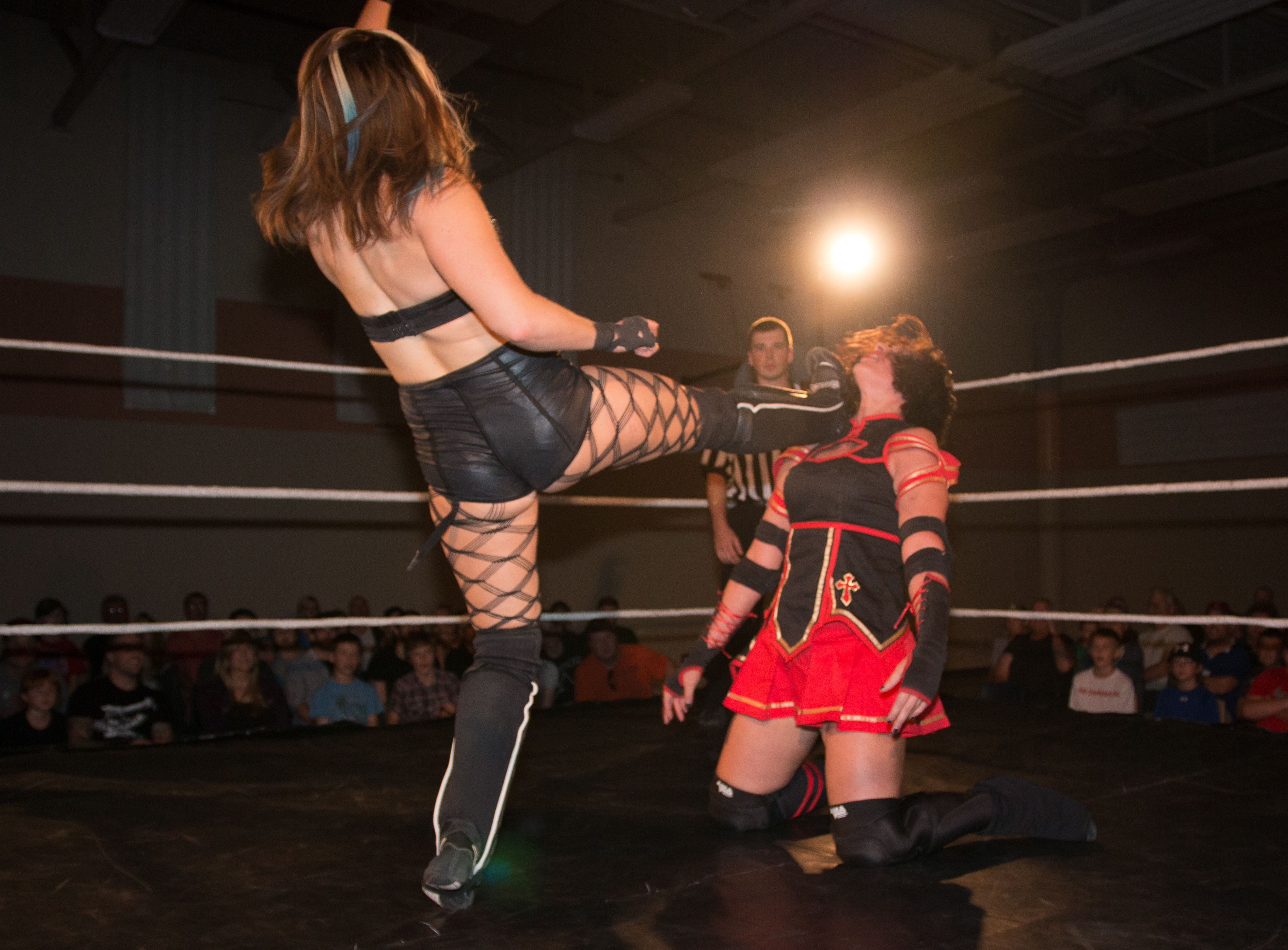
Kay aplicando un big boot a Rosemary

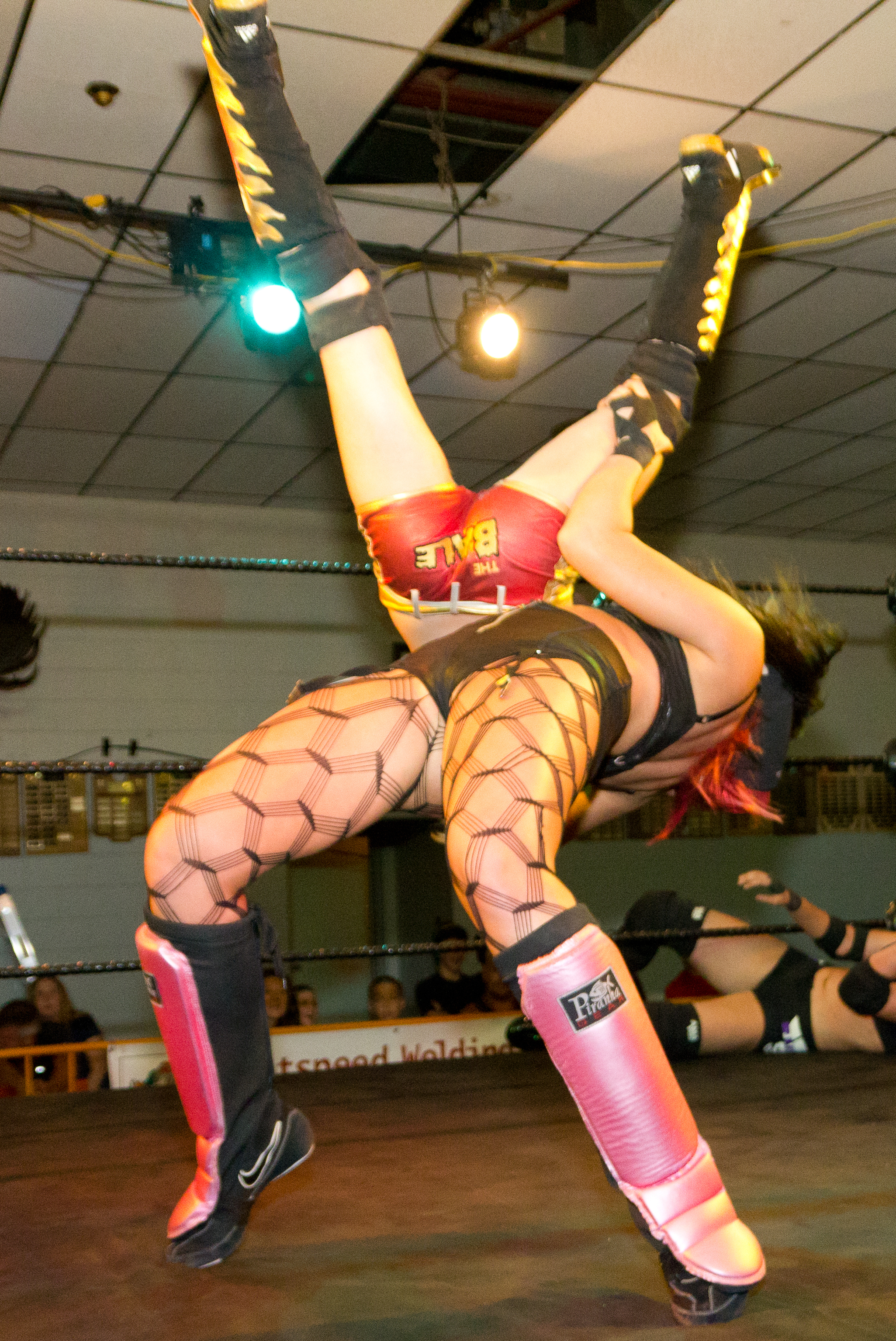
Kay aplicando un Cut-Throat en 2012

  - The Silencer (Running low-angle shoulder block)[44] – TNA
- Movimientos de firma
  - Discus From Detroit[45] (Discus lariat)[1][18]
  - Modified camel clutch[46][47][48][49][50]
  - Neckbreaker[6]
  - Straight jacket[46][47]
  - Samoan drop
- Con Sassy Stephie
  - Movimientos finales
    - Wheelbarrow double knee backbreaker / Sitout rear mat slam combinación[11]
- Con Taylor Made
  - Movimientos finales
    - The Eighth Deadly[17] (Death Drop)[16][46]
- Managers'
  - April Hunter[23][24]
  - Maria Kanellis
  - Laurel Van Ness
  - Allie
- Apodos
  - "AK47"[1][16]
  - "Mount Crush"[3]

## Campeonatos y logros
- Absolute Intense Wrestling
  - AIW Women's Championship (1 vez)[1][51]
- AAW: Professional Wrestling Redefined
  - AAW Women's Championship (1 vez, actual)
- Impact / GFW Wrestling
  - Impact / Unified GFW Knockouts Championship (2 veces)
  - GFW Women's Championship (1 vez, última)
- National Wrestling Alliance
  - NWA World Women's Championship (1 vez)
  - NWA World Women's Tag Team Championship (1 vez) - con Marti Belle.
- Shine Wrestling
  - Shine Championship (2 veces)
  - Shine Tag Team Championship (una vez) con Marti Belle[52]
- Pro Wrestling Eve
  - Eve Tag Team Championship (una vez actual) con Marti Belle[53]
- Pro Wrestling Illustrated
  - Situada en el Nº31 en el PWI Female 50 en 2013.
  - Situada en el Nº10 en el PWI Female 50 en 2016
  - Situada en el Nº8 en el PWI Female 50 en 2017
  - Situada en el Nº19 en el PWI Female 100 en 2019
  - Situada en el Nº25 en el PWI Women's 150 en 2020.
  - Situada en el Nº25 en el PWI Women's 150 en 2021.
  - Situada en el Nº86 en el PWI Women's 150 en 2022.[54]
- Women Superstars Uncensored
  - WSU Tag Team Championship (1 vez) – con Sassy Stephie[5][1]